# Swanscombe and Greenhithe
Swanscombe and Greenhithe es una parroquia civil del distrito de Dartford, en el condado de Kent (Inglaterra).

## Geografía
Según la Oficina Nacional de Estadística británica, Swanscombe and Greenhithe tiene una superficie de 8,64 km².

## Demografía
Según el censo de 2001, Swanscombe and Greenhithe tenía 10 620 habitantes (49,22% varones, 50,78% mujeres) y una densidad de población de 1229,17 hab/km². El 23,57% eran menores de 16 años, el 70,99% tenían entre 16 y 74 y el 5,44% eran mayores de 74. La media de edad era de 35,02 años. Del total de habitantes con 16 o más años, el 32,36% estaban solteros, el 50,84% casados y el 16,79% divorciados o viudos.
El 96,12% de los habitantes eran originarios del Reino Unido. El resto de países europeos englobaban al 1,18% de la población, mientras que el 2,7% había nacido en cualquier otro lugar. Según su grupo étnico, el 96,62% eran blancos, el 1,17% mestizos, el 0,93% asiáticos, el 0,62% negros, el 0,34% chinos y el 0,24% de cualquier otro. El cristianismo era profesado por el 72,5%, el budismo por el 0,22%, el hinduismo por el 0,28%, el judaísmo por el 0,03%, el islam por el 0,33%, el sijismo por el 0,3% y cualquier otra religión por el 0,22%. El 17,55% no eran religiosos y el 8,57% no marcaron ninguna opción en el censo.
5337 habitantes eran económicamente activos, 5078 de ellos (95,15%) empleados y 259 (4,85%) desempleados. Había 4409 hogares con residentes, 104 vacíos y 6 eran alojamientos vacacionales o segundas residencias.